# Ribes fuyunense
Ribes fuyunense är en ripsväxtart som beskrevs av Tsue Chih Ku och F. Konta. Ribes fuyunense ingår i släktet ripsar, och familjen ripsväxter. Inga underarter finns listade i Catalogue of Life.